# فلات ایژورا
فلات ایژورا (انگلیسی: Izhora Plateau)(روسی: Ижорская возвышенность) یک زمین‌سازه بلند در سنگ آهک اردویسین در بخش جنوب‌غربی استان لنینگراد است که بین خلیج فنلاند در شمال و رود لوگا در جنوب قرار دارد.
لبه شمالی آن توسط صخره فرسایشی به نام کلینت بالتیک شکل گرفته است. این منطقه از سنگ‌های پیشکواترنری تشکیل شده است. بالاترین قسمت فلات تپه اورخووایای ارتفاعات دودرهف است که در شمال شرقی‌ترین نقطه آن قرار دارد و ارتفاعی معادل ۱۷۶ متر دارد. فلات عمدتاً با زمین (کشاورزی) پوشیده شده است.

## تاریخ
این منطقه زمانی مرکز سرزمین تاریخی به نام اینگریا (منطقه) بوده است.

## جغرافیا
سطح زمین صاف است و به سمت جنوب‌شرقی تمایل دارد. بلندترین بخش فلات ایژورا در قسمت شمالی آن قرار دارد؛ در اینجا ارتفاعات دودرگوف قرار دارند، که شامل بلندترین نقاط آن یعنی کوه اوریخوایا (۱۷۵٫۹ متر) و کوه ورونیا (۱۴۶٫۵ متر) است. هر دو در نزدیکی روستای موژایسکی قرار دارند. در شمال فلات، یک دمنوش شدید وجود دارد که باعث ایجاد یک پله یا گلی‌نت شده است.
ریخت‌شناسی زمین بیشتر به صورت تپه‌ای و یخچالی است و فرآیندهای کارستی در آن دیده می‌شود. شیب‌های شمالی و غربی به شدت شیب‌دار هستند (ارتفاع ۵۰ تا ۸۰ متر) و جزو بخش‌هایی از دمنوش بالتیسک-لادوجسکی هستند. پوشش گیاهی عمدتاً شامل جنگل‌های مخلوط برگ‌ریز و کاج‌های جنوبی است. در این منطقه دریاچه‌ها و باتلاق‌ها نیز وجود دارند.

### ارتفاعات دودرگوف
ارتفاعات دودرگوف یک مورنه فشاری است که تحت تأثیر یخچال‌های پیشین به وجود آمده است. این یخچال‌ها مواد تخریبی را حمل کرده و سنگ‌های کربناته اردوویسک را که به صورت افقی قرار داشتند فشرده کرده‌اند.
ارتفاعات دودرگوف به وسیله دو دره با عرض ۱۰۰ تا ۱۵۰ متر و عمق تا ۳۰ متر به سه بخش تقسیم می‌شود. این ارتفاعات از کوه ورونیا (۱۴۶٫۵ متر، فنلاندی: Variksenmäki) و کوه اوریخوایا (۱۷۵٫۹ متر، فنلاندی: Äijännmäki) تشکیل شده‌اند. در کنار کوه ورونیا، کوه کیرکهوف (فنلاندی: Kirkonmäki) قرار دارد که نسبت به ورونیا پوشش گیاهی کمتری دارد. در قله این کوه، نزدیک به قبرستان قدیمی فنلاندی، کلیسای سه‌گانه‌ای قرار داشت که اکنون جای خود را به یک آسانسور اسکی داده است.
در نزدیکی دودرگوف، در فرورفتگی‌ای که توسط جریان‌های یخچالی ایجاد شده، دریاچه دودرگوف (فنلاندی: Tuutarinjärvi) قرار دارد. این دریاچه از پوشش‌های نی و دیگر گیاهان باتلاقی پوشیده شده است. آب دریاچه از منابع زیرزمینی که در گروه‌های مختلفی در منطقه وجود دارند، تأمین می‌شود. یکی از این گروه‌ها در نزدیکی روستای ویلوسی (فنلاندی: Villasi) قرار دارد که شامل حدود ۴۰ چشمه است. این منابع در امتداد شکاف‌های سنگ‌های کربناته قرار دارند که آب‌ها از فلات ایژورا به پایین سرازیر می‌شوند.

### فلات پوتیلوو
بخش شرقی فلات ایژورا فلات پوتیلوو است که ارتفاعات آن بین ۵۰ تا ۹۰ متر قرار دارند. فلات به سمت دریاچه لادوجا با یک دمنوش شیب‌دار ادامه می‌یابد که جزئی از گلی‌نت است.
سنگ‌های کربناته، مرگلی و دولومیتی که فلات پوتیلوو را تشکیل می‌دهند در پایین‌دست فلات ایژورا قرار دارند و پوشش یخچالی که روی آن‌ها قرار دارد نیز ضخیم‌تر است. در این شرایط و در پستی‌بلندی‌های زمین، این ویژگی باعث می‌شود که در منطقه باتلاق‌ها بیشتر شود. فلات توسط دره‌های عمیقی که از رودخانه‌های ولخو، توشنا و سیا می‌گذرند، برش داده شده و این رودخانه‌ها پس از عبور از دمنوش، آبشارها و پله‌های آبی را تشکیل می‌دهند.